# Elio Lotti
Elio Lotti, nome d'arte di Aurelio Codognotto (Sampierdarena, 23 maggio 1921 – Torino, 28 febbraio 2003), è stato un cantante italiano.

## Biografia
Cugino del più famoso Natalino Otto, dopo aver fatto parte dell'Orchestra della RAI di Genova, nel 1947 vinse il concorso Voci Nuove della Canzone indetto dalla RAI e fu chiamato a cantare nell'Orchestra dell'ente di Stato, ottenendo nel 1948, accompagnato dall'orchestra di Beppe Mojetta, il suo primo successo con Che musetto, divertente e spensierato motivo con parole di Gian Carlo Testoni su musica di Enzo Ceragioli.
Nello stesso anno Lotti conobbe e sposò la collega Lidia Martorana, in quel periodo acclamata per Amore baciami ed Addormentarmi così.
Negli anni cinquanta i due giovani sposi, pur non riuscendo più ad ottenere grandi successi come quelli avuti in passato, rimasero due dei principali cantanti del periodo.
Tra i suoi brani più famosi, si ricordano: La strada di Herbin, Vecchia Roma, Notte di Venezia, Baciami chérie e La bocca tua.